# Musca obscura
Musca obscura este o specie de muște din genul Musca, familia Muscidae. A fost descrisă pentru prima dată de Fabricius în anul 1794.
Este endemică în Germania. Conform Catalogue of Life specia Musca obscura nu are subspecii cunoscute.